# Robert Koldewey
Pour les articles homonymes, voir Koldewey.
Robert Koldewey est un architecte et l'un des archéologues allemands les plus connus, né le 10 septembre 1855 à Blankenburg am Harz (duché de Brunswick) et mort le 4 février 1925 à Berlin. Il est considéré, avec Wilhelm Dörpfeld, comme l'un des fondateurs de la recherche archéologique allemande moderne.

## Aspects de sa vie et de son œuvre
Après des études d'architecture, d'archéologie et d'histoire de l'art dans différentes universités à Berlin, Munich et Vienne, au cours desquelles il s'est également familiarisé avec le grec ancien, il commence à acquérir une première expérience archéologique en participant à de petites fouilles. En 1882, à la suite d'une rencontre avec l'agent consulaire pour les États-Unis dans les Dardanelles, le bostonien Francis H. Bacon, et un conseiller pour les fouilles du découvreur de Troie, Heinrich Schliemann, Koldewey est engagé pour participer aux fouilles de l'Assus antique (Assos) en Turquie occidentale. Ces fouilles de 1882-1883 lui apprennent la méthode archéologique et lui donnent l'idée de s'intéresser aux schémas architecturaux des ruines antiques.

## Le découvreur de Babylone
Mais, l'œuvre majeure de Koldewey, celle qui lui apportera une immense notoriété, viendra plus tard, lorsqu'il conduira, pour le compte du Musée impérial de Berlin et de la Deutsche Orient-Gesellschaft (DOG) les fouilles de Babylone, dans l'actuel Irak, entre 1899 et 1917. C'est le 26 mars 1899 qu'il découvre les murailles de l'antique ville de Mésopotamie. Par la suite, il découvrira encore au fil des années, jusqu'à ce que l'instauration du protectorat britannique sur l'Irak au cours de la Première Guerre mondiale ne vienne définitivement interrompre ses recherches : la Voie processionnelle, longue de 250 m et large de 20  à   24 m, la porte d'Ishtar, le palais de Nabuchodonosor, les hypothétiques jardins suspendus de Sémiramis (une des Sept Merveilles du monde), et la ziggourat, nommée Etemenanki (« la maison-fondement du ciel et de la terre »), dédiée au dieu Mardouk, dont le souvenir a traversé le temps grâce au récit biblique (Genèse 11), puisque la Bible en fait la mythique tour de Babel, qui était censée « toucher le ciel ».

## La reconstruction des vestiges à Berlin
Les vestiges de Babylone trouvés par Robert Koldewey ont été patiemment collectés et inventoriés. En 1927, 800 boîtes contenant des centaines de milliers de fragments de briques vernissées originales avaient atteint la capitale de la République de Weimar. Walter Andrae, le successeur de Koldewey, a fait reconstruire une partie de la porte d'Ishtar ainsi que la voie processionnelle à partir des fragments collectés. L'ensemble, daté d'environ 2 600 ans, est conservé au musée de Pergame de Berlin.

## Publications (sélection)
- Les vestiges antiques de l'île de Lesbos . Reimer, Berlin, 1890 ;
- Neandria. Programme du Festival Winckelmann de la Société archéologique de Berlin (Volume 51) . Reimer, Berlin, 1891 ;
- Avec Otto Puchstein : Les temples grecs en Basse-Italie et en Sicile. Asher, Berlin 1899 ;
- Les temples de Babylone et de Borsippa : après les fouilles de la société allemande d'orientation . Leipzig, 1911 (fouilles de la German Orient Society à Babylone. Volume 1) ;
- La Babylone ressuscitée. 2e édition. Leipzig, 1913 ;
  - 4ème adulte Edition Leipzig, 1925 ;
  - Nouvelle édition Beck, Munich, 1990 ;
- Carl Schuchhardt : Lettres gaies et sérieuses d'une vie archéologique allemande. Robert Koldewey . G. Grote, Berlin, 1925.
- Ursula Quatember, Hansgeorg Bankel (éd.): Message de Babylone. Robert Koldewey, chercheur en construction et excavateur. Lettres d'Asie Mineure, d'Italie, d'Allemagne et du Moyen-Orient 1882 à 1922. Vienne 2018,  (ISBN 978-3-85161-191-5).